# Ширша
Ширша — река в России, протекает в Лисестровском сельском поселении Приморского района Архангельской области. Устье реки находится в 20 км по левому берегу протоки Северной Двины Исакогорки (Цигломинки). Длина реки — 3 км. Основным притоком является Лесная речка. В бассейне реки находятся озёра: Холмовское, Лахта, Иласское.

## Данные водного реестра
По данным государственного водного реестра России относится к Двинско-Печорскому бассейновому округу, водохозяйственный участок реки — Северная Двина от впадения реки Вага и до устья, без реки Пинега, речной подбассейн реки — Северная Двина ниже места слияния Вычегды и Малой Северной Двины. Речной бассейн реки — Северная Двина.
Код объекта в государственном водном реестре — 03020300412103000039425.

## История
В 1734 году на реке Соломбальским адмиралтейством был построен завод для снабжения военных и торговых судов якорями, кницами, шкивами и другими изделиями. Для работы завода была налажена система плотин и водяных мельниц вдоль реки и прилегающих озёр. С переходом на металлические корпуса и паровую тягу в корабельном строительстве, завод стал менее востребован и с 1862 года был упразднён наряду с Главным портом Архангельска. Руины построек и плотин сохранились до наших дней.